# آرشي الكسندر
آرشي الكسندر (بالإنجليزية: Archibald Alexander)‏ هو مهندس مدني ومهندس وسياسي أمريكي، ولد في 14 مايو 1888 في أوتوموا في الولايات المتحدة، وتوفي في 4 يناير 1958 في دي موين في الولايات المتحدة. حزبياً، نشط في الحزب الجمهوري. وقد انتخب حاكم جزر العذراء الأمريكية ‏ (1954 – 18 أغسطس 1955).